# Distributed component object model
Distributed Component Object Model (DCOM) is een software-framework dat is uitgebracht door Microsoft.
Het raamwerk heeft als doel om softwarecomponenten die werken op verschillende computers met elkaar te laten communiceren over een netwerk. DCOM is een uitbreiding van het originele Component Object Model (COM). Het zal in de toekomst vervangen worden door het .NET Framework.
DCOM was een concurrent voor CORBA. Beide technologieën werden door hun aanhangers gezien als model voor hergebruik van code en diensten over het Internet. Door problemen met firewalls en beveiliging echter werden ze beide verslagen door gewone technieken via HTTP.